# Younes Namli
Younes Namli (en árabe: يونس نملي‎; Copenhague, 20 de junio de 1994) es un futbolista danés. Juega de centrocampista y su equipo es el Le Havre A. C. de la Ligue 1.

## Clubes
| Club                          | País           | Año       |
| ----------------------------- | -------------- | --------- |
| AB                            | Dinamarca      | 2013-2015 |
| S. C. Heerenveen              | Países Bajos   | 2015-2017 |
| PEC Zwolle                    | Países Bajos   | 2017-2019 |
| F. C. Krasnodar               | Rusia          | 2019-2022 |
| Colorado Rapids (préstamo)    | Estados Unidos | 2020-2021 |
| Sparta de Róterdam (préstamo) | Países Bajos   | 2022      |
| Sparta de Róterdam            | Países Bajos   | 2022-2023 |
| PEC Zwolle                    | Países Bajos   | 2023-2025 |
| Le Havre A. C.                | Francia        | 2025-     |